# Leandro Braga
Leandro Braga (São José dos Campos, São Paulo, 27 de julho de 1955) é um pianista, arranjador e compositor brasileiro.

## Biografia
Leandro Braga iniciou seus aprendizados musicais  no piano clássico aos quatro anos de idade, em sua cidade natal, São José dos Campos, no interior de São Paulo. Em 1973, mudou-se para Sorocaba, onde ele iria ingressar na faculdade de medicina, graduando-se como médico em 1978. Ao longo do curso de Medicina, Leandro deu continuidade a seus estudos musicais, focando cada vez mais na música popular. Ao longo de sua trajetória artística e musical, veio a estudar harmonização, arranjo musical e jazz com mestres como Amilton Godói, Hilton Valente, Nelson Ayres, Mário Ficarelli, John Neschling e Luiz Eça, aprofundando-se em também outros campos do conhecimento musical tais quais orquestração e regência.

## Carreira
A carreira de Leandro Braga enquanto músico profissional tem início em 1978, com apresentações em casas noturnas em São Paulo. Em 1988, mudou-se para o Rio de Janeiro.
No campo do Teatro, Leandro participou como maestro na temporada paulista do espetáculo Evita. Assinou também a direção musical das peça Somos Irmãs, que trata da vida das irmãs Linda e Dircinha Batista, e Atlântida, apresentada no ano de 2000 no teatro Carlos Gomes.
Em 1992, Leandro Braga lançou seu primeiro CD solo,  gravado em 1991 em Nova York e intitulado E por que não?, álbum instrumental essencialmente autoral produzido por Marvin M. Reiss e Jeral Benjamin que contou com a participação de músicos como Bob Mintzer, Ignacio Berroa, Giovanni Hidalgo e Romero Lubambo; CD este que veio a inaugurar o selo Arabesque Jazz, do selo norte-americano Arabesque Recordings, o qual, até então, focava apenas em produções da área erudita.
O lançamento de seu segundo disco, Noel Rosa – Letra e Música – Johnny Alf e Leandro Braga, pela gravadora Lumiar, ocorreu em 1997. Neste trabalho, que conta com a participação de Chico Buarque e tem sua produção assinada por Almir Chediak, Leandro elaborou e gravou seus próprios arranjos da obra do poeta da vila (Noel Rosa), com a interpretação do renomado cantor e compositor Johnny Alf.
Em 1998, Leandro Braga lançou o CD Pé na Cozinha (pela gravadora Warner Music Brasil, com produção de Zé Nogueira), que seria, no ano seguinte, premiado em três categorias do Prêmio Sharp (melhor música, para a obra "Um Ariel de Saudades", melhor solista e revelação instrumental). Este álbum apresenta oito composições de sua autoria, como "Um Ariel de Saudades" (dedicada a seu filho), "Colkeriana" (dedicada à coreógrafa e dançarina Deborah Colker), "Diana" (dedicada à sua filha), além de duas músicas de outros compositores brasileiros, "Naquele Tempo" (de Pixinguinha) e "Maracangalha" (de Dorival Caymmi). Em 1999, após participar das apresentações de encerramento da minisérie da Rede Globo Chiquinha Gonzaga, Leandro lançou o CD A Música de Chiquinha Gonzaga (pela gravadora CID, com produção musical do próprio em parceria com Esdras de Souza Ferreira), no qual gravou, com arranjos inéditos, obras consagradas da conceituada compositora e regente carioca Chiquinha Gonzaga, contando com a participação de Leila Pinheiro na faixa Lua Branca.
Em 2000, Leandro Braga apresentou-se no Teatro Municipal de Niterói, no projeto Festival Líder Instrumental, onde dividiu palco com Hermeto Pascoal.
Em 2002, Leandro se apresentou na casa noturna Mistura Fina, na companhia da cantora Claudette Soares, em um show de lançamento do CD Claudette Soares e Leandro Braga,  gravado em 2001 (pela gravadora CID). Neste mesmo ano, lançou também seu álbum Primeira Dama - A música de Dona Ivone Lara (pela gravadora Carioca Discos e produzido por Paulinho Albuquerque), com leituras de 13 composições da referida sambista, além de sua composição autoral "Primeira Dama".
Em junho de 2015, Leandro Braga criou o Quarteto Leandro Braga, tendo em sua composição original o fagotista Jeferson Souza, o violonista de sete cordas João Camareiro, o percussionista Marcus Thadeu e o próprio Leandro Braga ao piano. Juntando esses instrumentos de distintas origens históricas e diversas linguagem estilísticas (o fagote e o piano oriundos da música erudita europeia, o violão de sete cordas e percussão representativos da música popular afro-brasileira), o quarteto se caracterizou por enfatizar musicalmente, através de seus arranjos originais e da interação performática de seus componentes, o sincretismo cultural enquanto marca da identidade musical brasileira, em um perpétuo diálogo entre distintas matrizes estilísticas que se misturam e se completam. O quarteto dedica seu repertório a releituras originais de clássicos da música brasileira (tais quais Aquarela do Brasil de Ary Barroso, O Trenzinho Caipira de Villa-Lobos, Sonho Meu de Dona Ivone Lara), além de composições próprias de Leandro Braga (como Capixaba e a Suíte dos Orixás). As primeiras apresentações do quarteto se deram na Casa do Choro, no Rio de Janeiro, entre os dias 10 e 14 de agosto de 2015.
No dia 12 de novembro de 2016, o Quarteto Leandro Braga estreou a Suíte dos Orixás completa, em sete movimentos, que reverenciam diferentes entidades do Candomblé, reforçando os aspectos percussivos e harmônicos da música afro-brasileira em uma linguagem própria que une constantemente elementos da música de concerto com a música popular. Para essa apresentação, o grupo mudou sua composição musical (mudança essa que se manteve desde então), com a saída do violão de sete cordas para a entrada de mais um percussionista.
No decorrer de seus mais de quarenta anos de carreira musical, Leandro Braga participou, seja como instrumentista ou arranjador, de shows ou gravações com artistas como Fafá de Belém, Zé Renato, Simone Guimarães, Emílio Santiago, Clara Becker, Ivan Lins, Leila Pinheiro, Ney Matogrosso, Elba Ramalho, João Nogueira, Kátia Rocha, Adriana Calcanhotto, Zélia Duncan, Guinga, Eduardo Dussek, Beth Carvalho, João Nogueira, Marcos Valle, Sérgio Ricardo, Martinho da Vila, Chico Buarque, Milton Nascimento, Edu Lobo e Cauby Peixoto.

## Discografia
- And Why Not? - E por que não? - Arabesque Records (1991)
- Noel Rosa – Letra e Música – Johnny Alf e Leandro Braga - Lumiar (1997)
- Pé na Cozinha -  MP,B (1997)
- A música de Chiquinha Gonzaga - CID (1999) - com Leila Pinheiro em Lua Branca
- Primeira Dama - CD (2002) - com D. Ivone Lara em Há Música No Ar
- A música de Chaplin - Lua Discos (2003) - com Gilson Peranzzetta e João Carlos Assis Brasil
- Fé Cega - MPB (2013)
- Claudette Soares e Leandro Braga

### Participação em outros trabalhos
- 2020 - Participação no álbum Cosmos, de Rogério Skylab
- 2022 - Participação no álbum Caos e Cosmos, Vol. 2, de Rogério Skylab
- 2023 - Participação no álbum Caos e Cosmos, Vol. 3, de Rogério Skylab
- 2024 - Participação no álbum Trilogia do Fim, Vol. 2, de Rogério Skylab

## Premiações
- Prêmios Sharp:[9]
  - Melhor música (pela faixa Um Ariel de saudades);
  - Melhor solista instrumental;
  - Revelação instrumental.
- 4º Prêmio Rival Petrobrás de Música - como melhor arranjo - pela obra Primeira Dama
- Indicação Grammy Latino - com a obra Primeira Dama[10][11]

## Arranjos para orquestras
Leandro Braga também escreveu trabalhos para orquestras, como a Orquestra Sinfônica do Theatro Municipal do Rio de Janeiro, a Orquestra Petrobrás Sinfônica, a Jazz Sinfônica, de S. Paulo, a Orquestra Sinfônica de Brasília, a Orquestra Sinfônica de Düsseldorf (Alemanha), a Orquestra Sinfônica da Universidade Federal da Bahia, em inúmeros outros trabalhos.
Na obra "Sinfonia do Descobrimento", Leandro Braga musicaliza a Carta do Descobrimento, de Pero Vaz de Caminha, obra escrita para orquestra sinfônica, Coro Misto, Coro Infantil, percussionistas de música popular, 2 narradores e 1 soprano. 
Em 2011, fez composição e arranjos para os Jogos Mundiais Militares realizados no Rio de Janeiro, executados pela Banda Sinfônica do Exército. 
Em 2013, Leandro publicou o livro ilustrado Na Bateria da Escola de Samba (Editora Gryphus), que conta com a parceria do Mestre Mangueirinha. Este livro explica a formação, o funcionamento e estrutura das baterias do samba, dirigido ao público infanto-juvenil. Foi selecionado para os Acervos Básicos da FNLIJ – Fundação Nacional do Livro Infantil e Juvenil.

## Trabalhos sociais
Fundou e dirigiu por quatro anos a ONG Toca o Bonde – Usina de Gente, atuava como professor de música para crianças e adolescentes do complexo do Falete. O projeto foi selecionado e patrocinado pelo BNDES e pelas Centrais Elétricas de Furnas por 3 anos, e abrangeu cerca de 50 crianças que tinham aulas de violino, violoncelo, flauta, clarinete, trompete, trombone, harpa, piano, bateria, percussão, canto, além das matérias teóricas e de cidadania.
Atuou também como diretor do projeto TIM Música nas Escolas, durante cinco anos. O projeto foi criado e desenvolvido pela empresa TIM e abrangeu cinco escolas públicas do Rio de Janeiro. Esta ação culminou na montagem da Orquestra Brasileira do Rio de Janeiro, formada pelos alunos do projeto que executam diversos instrumentos de corda, sopro e percussão.
Leandro Braga também realizou a composição das músicas do projeto “Dançando Para Não Dançar”. Desde 1995, este projeto vem proporcionando às crianças, moradoras de áreas populares cariocas, acesso à educação, à cultura, à saúde, e, especialmente, à profissionalização, através do ensino do balé clássico. São mais de 2 mil crianças atendidas nas comunidades do Cantagalo, Pavão-Pavãozinho, Rocinha, Mangueira, Chapéu-Mangueira, Babilônia, Macacos, Tuiuti, Jacarezinho, Salgueiro, Santa Marta e Borel.

## Teatro
Na área do teatro, Leandro Braga realizou diversos trabalhos, incluindo a regência e direção musical da temporada paulista da ópera Evita, e o espetáculo dirigido por Ney Matogrosso “Somos Irmãs”, sobre a vida das irmãs Linda e Dircinha Batista.
Em 2000, Leandro dividiu o palco com Hermeto Pascoal, no Teatro Municipal de Niterói (RJ), pelo projeto "Festival Leader Instrumental". Neste mesmo ano, assinou a direção musical e os arranjos da peça "Atlântida", apresentada no Teatro Carlos Gomes. 

## Livros
- Primeira Dama - livro com partituras das músicas do CD "Primeira Dama", transcritas para piano solo.
- Na Bateria da Escola de Samba - (2013)